# Лим Сиван
Лим Сиван (кор. 임시완, 任時完, Yim Si-wan; также известный мононимно как Сиван; имя при рождении — Лим Уинджэ (кор. 임시완); род. 1 декабря 1988, Пусан, Республика Корея) — южнокорейский актёр и певец, участник бой-бэнда ZE:A. Наибольшую известность в качестве актёра приобрёл после ролей в фильме «Адвокат» (2013), а также сериалах «Неудавшаяся жизнь» (2014) и «Игра в кальмара» (2024—2025).

## Ранняя жизнь и образование
Родился 1 декабря 1988 года в Пусане. Его именем при рождении было Лим Унджэ, но он официально сменил личное имя на Сиван. После школы он начинал учиться в Пусанском национальном университете и Университете Восточных вещательных искусств, но бросил оба; сейчас учится в колледже Усона.

## Карьера

### ZE:A
Музыкальная карьера Лима началась после того, как он стал стажёром звукозаписывающей компании Star Empire Entertainment. Сначала он стал участником группы Children of Empire; позже из-за путаницы в сокращённом названии группа была переименована в ZE:A. Дебютный мини-альбом группы под названием «Nativity» вышел 7 января 2010 года; в марте того же года вышел второй мини-альбом «Leap for Detonation». Первый полноценный студийный альбом «Lovability» был издан 11 марта 2011 года.
Помимо вокала Лим Сиван также играет на скрипке и гитаре.

### Актёрская карьера
В январе 2012 года Лим Сиван присоединился к актёрскому составу исторического телесериала «Солнце в объятиях луны». В том же году он сыграл в драматическом сериале «Человек с экватора» и ситкоме «Будь готов!».

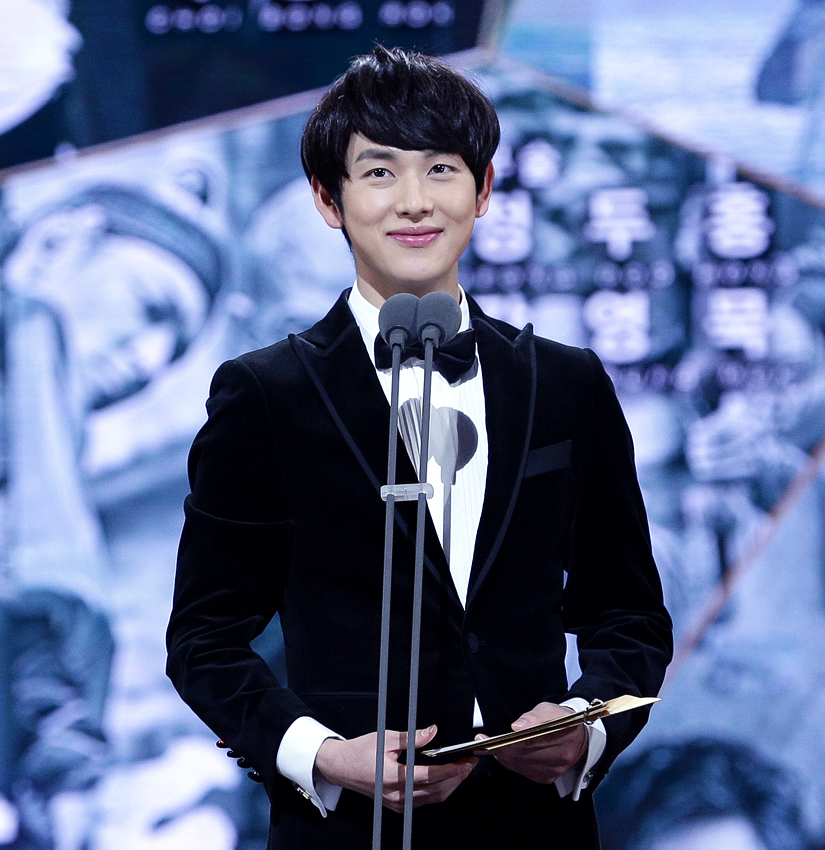
Лим Сиван в 2014 году

В 2013 году снялся в фильме «Адвокат», собравшим 11 миллионов зрителей и ставшем 8-м в списке самых кассовых фильмов Кореи; он сыграл молодого студента-активиста, задержанного и подвергнутого пыткам полицией по обвинению в симпатиях коммунистам. За эту роль стал лауреатом премии Max Movie Awards и кинофестиваля Marie Claire в номинации «Лучший новый актёр». В 2014 году Лим начал съёмки а телесериалах «Треугольник» и «Неудавшаяся жизнь», созданном по мотивам одноимённой манхвы-бестселлера автора Юн Тхэхо. Последний стал коммерческим хитом, набрал высокие зрительские рейтинги (8,4 %) и был назван «культурным феноменом». За свою роль Им получил награду «За выдающиеся актёрские способности» на 4-й церемонии APAN Star Awards, а также награды «Лучший новый актёр» на 9-й церемонии вручения премии Cable TV Broadcasting Awards и 51-й премии «Пэксан».
Затем он сыграл свою первую главную роль на большом экране в военной драме «Думая о старшем брате» (2016), сыграв добросердечного солдата, который надеется на чудо даже в отчаянной ситуации. Также снялся в китайско-южнокорейской веб-дораме «Черный кот» вместе с Чхэ Су Бин и Ким Мёнсу.

В отличие от своих обычных ролей «славного парня», Лим играет хитрого афериста в криминальном фильме «Одна линия» (2017). Он ещё больше отошел от своего безупречного образа в криминальном боевике «Безжалостный» (2017), где он сыграл полицейского под прикрытием, который работает для банды, занимающейся контрабандой наркотиков. Лима впервые пригласили на Каннский кинофестиваль. В том же году Лим снялся в исторической мелодраме «Любовь короля», сыграв амбициозного наследного принца.

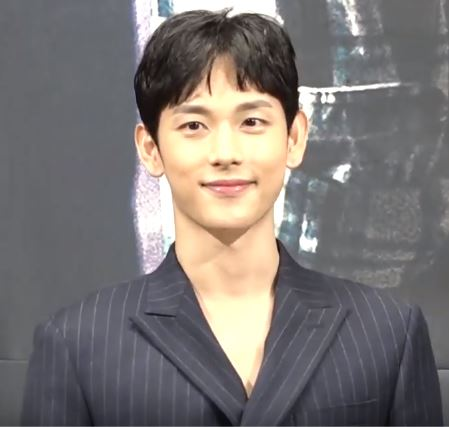
Лим Сиван в 2019 году

В 2019 году Лим получил роль в дораме-триллере «Незнакомцы из ада», снятой по мотивам одноимённого вебтуна. Это его первый проект после службы в армии. В том же году он вошёл в актёрский состав спортивного фильме «Бостон, 1947 год». В 2020 году он также снялся в фильме-катастрофе «Чрезвычайная ситуация». Фильм был приглашен во внеконкурсную программу 74-го Каннского кинофестиваля, который проходил с 6 по 17 июля 2021, а мировая премьера состоялась 16 июля. Его кинотеатральный релиз должен был состояться в январе 2022 года, но из-за новой волны пандемии COVID-19 его релиз был отложен. Наконец, 3 августа 2022 гоа, фильм был выпущен на экраны в Южной Корее. Лим выступал в роли биотеррориста в самолёте, заслужив похвалу критиков и зрителей. Он был номинирован в категории «Лучшая мужская роль второго плана» на 59-й премии «Пэксан», 43-й кинопремии «Голубой дракон», 58-й премии «Большой колокол», 16-й Азиатской кинопремии и выиграл на 31-й премии Buil Film Awards и премию Ассоциации корейских кинопродюсеров. Он также получил премию «Восходящая звезда Булдака» на Лондонском фестивале азиатского кино.

Лим Сиван в дораме «Беги к любви»

В 2020 году я снялся в романтической дораме от JTBC «Беги к любви».
В 2022 году Лим снялся в триллере Wavve «Трейсер», который привлек внимание многих фанатов корейских дорам, когда вышел в том же году. В нём он изображает Хван Дон Чжу, бесстыдного и сурового бывшего бухгалтера, который работает в корейских государственных службах по сбору налогов, в частности в Национальной налоговой службе. Лим был номинирован в категории «Лучшая мужская роль» на 58-й церемонии «Пэксан», 8-й церемонии APAN Star Awards, 1-й церемонии телепремии «Голубой дракон», 13-й церемонии Korea Drama Awards, Asia Contents Awards и 2022 MBC Drama Awards. Он также появился в дораме ENA «Не хочу ничего решать».
В 2023 году Им провел фан-концерт под названием «YIM Si wan 2023 'WHY I AM in SEOUL'», который состоялся 11 февраля. Стало известно, что он был приглашен во второй сезон популярного сериала Netflix «Игра в кальмара» вместе с предыдущими актёрами Ли Джонджэ, Ли Бёнхоном, Ви Хаджуном, а также новичками Кан Ханылем, Пак Сонхуном, Ян Донгыном и Чо Юри, где сыграл Ли Мёнги / MG Coin / Игрока № 333. Повторил эту роль в 2025 году в финальном третьем сезоне сериала. Он сыграл главную роль в подростковой комедийной дораме «Пацанство» от Coupang Play. Он сыграл роль Чан Бёнтхэ, одиночки, которого в первый день учёбы приняли за Буйе Илджана. Сериал имел коммерческий успех и успех у критиков, а его актёрская игра получила восторженные отзывы, и он был номинирован в категории «Лучшая мужская роль» на 60-й церемонии вручения премии «Пэксан».

## Другая деятельность

### Продвижение
30 октября 2023 года компания по производству умных роботов-пылесосов Narwal объявила, что выбрала актёра Лим Сивана в качестве посла своего бренда, который обладает образом искреннего и строгого ребёнка, в качестве модели для своей первой рекламной кампании с надписью «Нарвал, который меня понимает».
12 апреля 2024 года компания Nongshim объявила, что выбрала актёра Лим Сивана в качестве новой модели для бутилированной воды Baeksan mountain и запустит новую рекламу. Представитель компании Nongshim сказал, что они выбрали его, потому что здоровый и жизнерадостный образ актёра Лим Сивана хорошо сочетается с динамизмом Пэксана, воды из горы Пэкту в Йончхоне, которая поднимается сама по себе, и он является актёром, которого любят разные поколения.

### Благотворительность
4 марта 2022 года Лим пожертвовал 20 миллионов вон посольству Украины в Сеуле, чтобы помочь украинским жертвам российского вторжения, а также забронировал четырёхместное общежитие в Киеве примерно на месяц, с 7 марта по 4 апреля, чтобы помочь украинским жертвам войны.
10 августа 2022 года Лим пожертвовал 20 миллионов вон для оказания помощи пострадавшим от наводнения в Южной Корее в 2022 году через Корейскую ассоциацию помощи пострадавшим от стихийных бедствий «Мост Надежды».
8 февраля 2023 года Лим пожертвовал 10 миллионов вон на помощь в связи с землетрясениями в Турции и Сирии в 2023 году через Национальную ассоциацию помощи при стихийных бедствиях «Мост Надежды».
17 июля 2023 года Лим пожертвовал 30 миллионов вон для оказания помощи пострадавшим от наводнения в Южной Корее в 2023 году Национальной ассоциации помощи пострадавшим от стихийных бедствий «Мост Надежды».
3 ноября 2023 года Лим пожертвовал 10 миллионов вон на строительство первой в Корее больницы для престарелых имени Лу Герига. Он принял участие в «Марафоне Чхунчхон 2023», который проходил в Чхунчхоне, Канвондо, 29 числа прошлого месяца, и преодолел дистанцию в 10 км за 45 минут и 21 секунду. Он также присоединился к желанию Jinusean пожертвовать по 1000 вон за метр и передал 10 миллионов вон фонду «Надежды Сынгила». Это пожертвование будет использовано для строительства первой в Корее больницы имени Лу Герига, строительство которой планируется начать в этом месяце.

## Личная жизнь

### Военная служба
11 июля 2017 года он официально приступил к прохождению обязательной военной службы. Его выбрали помощником инструктора для новобранцев из-за его хорошей успеваемости. Лим был демобилизован 27 марта 2019 года.

## Фильмография

### Кино
| Год  | Название              | Роль       | Примечание             |
| ---- | --------------------- | ---------- | ---------------------- |
| 2013 | Неудавшаяся жизнь     | Чан Гырэ   | Короткометражный фильм |
| 2013 | Адвокат               | Пак Чину   |                        |
| 2014 | Рио 2                 | Голубчик   | Корейский дубляж       |
| 2016 | Думая о старшем брате | Хан Санёль |                        |
| 2017 | Одна линия            | Минджэ     |                        |
| 2017 | Безжалостный          | Хёнсу      |                        |
| 2022 | Чрезвычайная ситуация | Джинсок    |                        |
| 2023 | Бостон, 1947 год      | Су Юнбок   |                        |
| 2023 | Украденная личность   | Джунён     | От Netflix             |
| 2023 | Медовая сладость      | Мужчина    | Специальное появление  |

### Телевидение
| Год       | Название                  | Роль                 | Телеканал | Примечания                             |
| --------- | ------------------------- | -------------------- | --------- | -------------------------------------- |
| 2010      | Очаровательный прокурор   | камео                | SBS       |                                        |
| 2010      | Пожалуйста, женись на мне | камео                | KBS2      |                                        |
| 2010      | Глория                    | камео                | MBC       |                                        |
| 2012      | Солнце в объятиях луны    | молодой Хо Ён        | MBC       |                                        |
| 2012      | Человек с экватора        | молодой Ли Джаниль   | KBS2      |                                        |
| 2012      | Будь готов!               | в роли самого себя   | MBC       |                                        |
| 2012      | Ответ в 1997              | камео                | tvN       |                                        |
| 2013      | Чистая любовь             | молодой Чон Усон     | KBS2      |                                        |
| 2013      | В ожидании любви          | Чон Джингук          | KBS2      |                                        |
| 2014      | Треугольник               | Чан Дону / Юн Янха   | MBC       |                                        |
| 2014      | Неудавшаяся жизнь         | Чан Гырэ             | tvN       |                                        |
| 2017      | Любовь короля             | Ван Вон              | MBC       |                                        |
| 2019      | Незнакомцы из ада         | Юн Джону             | OCN       |                                        |
| 2020—2021 | Только вперед!            | Ки Сонгём            | JTBC      |                                        |
| 2022      | Поиск должников           | Хван Донджу          | MBC       | Также известен как Трейсер             |
| 2022      | Тридцать девять           | камео                | JTBC      |                                        |
| 2022      | Летняя забастовка         | Ан Дэбом             | ENA       |                                        |
| 2023      | Пропавшие: Другая сторона | Таинственный человек | tvN       | Cпециальный гость (сезон 2, эпизод 14) |

### Веб-сериалы
| Год       | Название        | Роль                             | Платформа    | Примечания                            |
| --------- | --------------- | -------------------------------- | ------------ | ------------------------------------- |
| 2016      | Чёрный кот      | Джибэк                           | QQLive       | Cовместное производство Tencent и MBC |
| 2023      | Отрочество      | Чан Бёнтхэ                       | Coupang Play |                                       |
| 2024—2025 | Игра в кальмара | Ли Мёнги / MG Coin / Игрок № 333 | Netflix      | Главная роль (2-й сезон и 3-й сезон)  |

### Мюзиклы
| Год  | Название                                         | Роль  | Примечание                    |
| ---- | ------------------------------------------------ | ----- | ----------------------------- |
| 2013 | Иосиф и его удивительный, разноцветный плащ снов | Иосиф | 19 февраля — 12 марта в Сеуле |

## Дискография

### Синглы
| Название                                                                                | Год          | Альбом                       |              |              |
| Коллаборации                                                                            | Коллаборации | Коллаборации                 | Коллаборации | Коллаборации |
| --------------------------------------------------------------------------------------- | ------------ | ---------------------------- | ------------ | ------------ |
| «Tick Tock» (째깍째깍) (with Jo Hyun-ah of Urban Zakapa)                                | 2017         | Non-album single             |              |              |
| «Fly Your Kite (Vocal. Im Siwan)» (연날리기) (with Lee Chanhyuk of AKMU)                | 2023         | Umbrella                     |              |              |
| «Win For You (Vocal. Im Siwan)»(연날리기) (with Winter of Aespa)                        | 2023         | Non-album single             |              |              |
| Саундтреки                                                                              |              |                              |              |              |
| «But Still.. So..» (그래도..그래서..)                                                   | 2014         | Неудавшаяся жизнь OST Part 5 |              |              |
| «My Heart» (내 마음은)                                                                  | 2017         | Любовь короля OST Part 4     |              |              |
| «I And You» (나 그리고 너)                                                              | 2021         | Беги к любви OST Part 12     |              |              |
| «Fire» (파이어)                                                                         | 2022         | Трейсер OST Part 5           |              |              |
| «Take Me Home» (테이크 미 홈)                                                           | 2024         | Пацанство OST Part 4         |              |              |
| "—" обозначает релизы, которые не попали в чарты или не были выпущены в данном регионе. |              |                              |              |              |

## Награды и номинации
| Награда                                                              | Год  | Категория                                             | Работа                                   | Результат | Ист.          |
| -------------------------------------------------------------------- | ---- | ----------------------------------------------------- | ---------------------------------------- | --------- | ------------- |
| APAN Star Awards                                                     | 2015 | Excellence Award, актёр мини-сериала                  | Неудавшаяся жизнь                        | Победа    | [ 76 ]        |
| APAN Star Awards                                                     | 2022 | Top Excellence Award, актёр в ОТТ-дораме              | Трейсер                                  | Номинация | [ 77 ]        |
| APAN Star Awards                                                     | 2022 | Награда за популярность, актёр                        | Трейсер                                  | Номинация | [ 78 ]        |
| Asia Contents Awards & Global OTT Awards                             | 2022 | Лучшая мужская роль                                   | Трейсер                                  | Номинация | [ 79 ]        |
| Asia Contents Awards & Global OTT Awards                             | 2024 | Лучшая мужская роль                                   | Пацанство                                | Номинация | [ 80 ]        |
| Asia Contents Awards & Global OTT Awards                             | 2024 | Выбор народа — среди мужчин                           | Пацанство                                | Номинация | [ 81 ]        |
| Азиатская кинопремия                                                 | 2014 | Лучший новичок                                        | Адвокат                                  | Номинация | [ 82 ]        |
| Азиатская кинопремия                                                 | 2022 | Лучшая роль второго плана                             | Чрезвычайная ситуация                    | Номинация | [ 83 ]        |
| Asia Model Awards                                                    | 2015 | Asia Special Award, Actor                             | Неудавшаяся жизнь                        | Победа    | [ 84 ]        |
| Премия «Пэксан»                                                      | 2014 | Лучший новый актёр — кино                             | Адвокат                                  | Номинация | [ 85 ]        |
| Премия «Пэксан»                                                      | 2014 | Best Fashionista Award                                | Адвокат                                  | Победа    | [ 85 ]        |
| Премия «Пэксан»                                                      | 2015 | Лучший новый актёр — телевидение                      | Неудавшаяся жизнь                        | Победа    | [ 86 ]        |
| Премия «Пэксан»                                                      | 2022 | Лучший актёр — телевидение                            | Трейсер                                  | Номинация | [ 87 ]        |
| Премия «Пэксан»                                                      | 2023 | Лучшая мужская роль второго плана — кино              | Чрезвычайная ситуация                    | Номинация | [ 88 ]        |
| Премия «Пэксан»                                                      | 2024 | Лучший актёр — телевидение                            | Пацанство                                | Номинация | [ 89 ] [ 90 ] |
| Премия «Пэксан»                                                      | 2024 | Наиболее популярный актёр                             | Лим Сиван                                | Номинация | [ 89 ] [ 90 ] |
| Кинопремия «Голубой дракон»                                          | 2014 | Лучший новый актёр                                    | Адвокат                                  | Номинация | [ 91 ]        |
| Кинопремия «Голубой дракон»                                          | 2014 | Награда за популярность                               | Адвокат                                  | Победа    | [ 92 ]        |
| Кинопремия «Голубой дракон»                                          | 2022 | Лучшая мужская роль второго плана                     | Чрезвычайная ситуация                    | Номинация | [ 93 ]        |
| Телепремия «Голубой дракон»                                          | 2022 | Лучшая мужская роль                                   | Трейсер                                  | Номинация | [ 94 ]        |
| Телепремия «Голубой дракон»                                          | 2024 | Лучшая мужская роль                                   | Пацанство                                | Победа    | [ 95 ]        |
| Телепремия «Голубой дракон»                                          | 2024 | Награда за популярность — саундтрек                   | «Take Me Home»                           | Номинация | [ 96 ]        |
| Brand Costumer Loyalty Awards                                        | 2024 | Лучший актёр — OTT                                    | Пацанство                                | Номинация | [ 97 ]        |
| Buil Film Awards                                                     | 2014 | Лучший новый актёр                                    | Адвокат                                  | Номинация | [ 98 ]        |
| Buil Film Awards                                                     | 2022 | Лучшая мужская роль второго плана                     | Чрезвычайная ситуация                    | Победа    | [ 99 ]        |
| Buil Film Awards                                                     | 2023 | Лучшая мужская роль                                   | Украденная личность                      | Номинация | [ 100 ]       |
| Cable TV Broadcasting Awards                                         | 2015 | Лучшая мужская роль                                   | Неудавшаяся жизнь                        | Победа    | [ 101 ]       |
| Director’s Cut Awards                                                | 2024 | Лучшая мужская роль — кино                            | Бостон, 1947 год                         | Номинация | [ 102 ]       |
| Кинопремия «Большой колокол»                                         | 2014 | Лучший новый актёр                                    | Адвокат                                  | Номинация | [ 103 ]       |
| Кинопремия «Большой колокол»                                         | 2014 | Награда за популярность                               | Адвокат                                  | Победа    | [ 104 ]       |
| Кинопремия «Большой колокол»                                         | 2022 | Лучшая мужская роль второго плана                     | Чрезвычайная ситуация                    | Номинация | [ 105 ]       |
| Кинопремия «Большой колокол»                                         | 2023 | Лучшая мужская роль                                   | Бостон, 1947 год                         | Номинация | [ 106 ]       |
| InStyle Star Icon                                                    | 2016 | Лучший айдол-актёр                                    | Неудавшаяся жизнь, Думая о старшем брате | Победа    | [ 107 ]       |
| Korea Drama Awards                                                   | 2012 | Лучший новый актёр                                    | Солнце в объятиях Луны                   | Номинация |               |
| Korea Drama Awards                                                   | 2015 | Top Excellence Award, актёр                           | Неудавшаяся жизнь                        | Номинация | [ 108 ]       |
| Korea Drama Awards                                                   | 2015 | Специальный приз жюри за лучшую мужскую роль          | Неудавшаяся жизнь                        | Победа    | [ 109 ]       |
| Korea Drama Awards                                                   | 2022 | Top Excellence Award, актёр                           | Трейсер                                  | Номинация | [ 110 ]       |
| Korea Drama Awards                                                   | 2024 | Top Excellence Award, актёр                           | Пацанство                                | Победа    | [ 111 ]       |
| Korea Drama Awards                                                   | 2024 | Hot Star Award — мужчина                              | Пацанство                                | Номинация | [ 111 ]       |
| Korean Film Actor’s Association Awards                               | 2014 | Награда за популярность                               | Адвокат                                  | Победа    | [ 112 ]       |
| Korean Film Producers Association Awards                             | 2022 | Лучшая мужская роль второго плана                     | Чрезвычайная ситуация                    | Победа    | [ 113 ]       |
| LA Web Fest                                                          | 2023 | Лучшая мужская роль — полнометражный сериал           | Не хочу ничего решать                    | Номинация | [ 114 ]       |
| London Asian Film Festival                                           | 2022 | Buldak Rising Star Award                              | Чрезвычайная ситуация                    | Победа    | [ 115 ]       |
| Max Movie Awards                                                     | 2014 | Лучший новый актёр                                    | Адвокат                                  | Победа    | [ 116 ]       |
| Max Movie Awards                                                     | 2014 | Лучшая мужская роль второго плана                     | Адвокат                                  | Номинация |               |
| Max Movie Awards                                                     | 2016 | Rising Star Award                                     | Лим Сиван                                | Победа    | [ 117 ]       |
| Международный кинофестиваль в Пусане с Marie Claire Asia Star Awards | 2014 | Лучший новый актёр                                    | Адвокат                                  | Победа    | [ 118 ]       |
| MBC Drama Awards                                                     | 2012 | Лучший новый актёр                                    | Не хочу ничего решать                    | Номинация | [ 119 ]       |
| MBC Drama Awards                                                     | 2012 | Награда за популярность                               | Не хочу ничего решать                    | Номинация | [ 120 ]       |
| MBC Drama Awards                                                     | 2014 | Лучший новый актёр                                    | Треугольник                              | Победа    | [ 121 ]       |
| MBC Drama Awards                                                     | 2017 | Top Excellence Award, Actor in a Monday-Tuesday Drama | Любовь короля                            | Номинация |               |
| MBC Drama Awards                                                     | 2022 | Top Excellence Award, Актёр в мини-сериале            | Трейсер                                  | Номинация | [ 122 ]       |
| MBC Entertainment Awards                                             | 2012 | Best Newcomer in a Sitcom                             | Будь готов!                              | Победа    | [ 123 ]       |
| Mnet 20’s Choice Awards                                              | 2012 | 20’s Booming Star                                     | Не хочу ничего решать                    | Номинация | [ 124 ]       |
| Soompi Awards                                                        | 2018 | Actor of the Year                                     | Любовь короля                            | Номинация | [ 125 ]       |
| Seoul WebFest Awards                                                 | 2017 | Лучшая мужская роль                                   | Чёрный кот                               | Номинация | [ 126 ]       |
| The Musical Awards                                                   | 2013 | Лучший новый актёр                                    | Иосиф и его удивительный плащ снов       | Номинация | [ 127 ]       |
| The Seoul Awards                                                     | 2017 | Награда за популярность, актёр                        | Безжалостный                             | Победа    | [ 128 ]       |
| tvN10 Awards                                                         | 2016 | Made in tvN, Actor in Drama                           | Неудавшаяся жизнь                        | Номинация |               |

### Государственные награды
| Страна      | Награда                                                    | Год  | Почести и награды                                 | Ист.    |
| ----------- | ---------------------------------------------------------- | ---- | ------------------------------------------------- | ------- |
| Южная Корея | Корейская комиссия по финансовым услугам                   | 2015 | Награда за особые достижения                      | [ 129 ] |
| Южная Корея | Корейские премии в области популярной культуры и искусства | 2023 | Благодарность Министра культуры, спорта и туризма | [ 130 ] |

### Списки
| Издатель  | Год  | Список                                                 | Место | Ист.            |
| --------- | ---- | ------------------------------------------------------ | ----- | --------------- |
| Cine 21   | 2020 | Актеры, на которых стоит обратить внимание в 2021 году | 6-е   | [ 131 ]         |
| Cine 21   | 2021 | Актеры, на которых стоит обратить внимание в 2022 году | 5-е   | [ 132 ]         |
| Cine 21   | 2023 | Актеры, на которых стоит обратить внимание в 2024 году | 1-е   | [ 133 ]         |
| Forbes    | 2015 | Korea Power Celebrity 40                               | 35-е  | [ 134 ]         |
| Star News | 2023 | Лучший айдол-актер года (мужчина)                      | 2-е   | [ 135 ] [ 136 ] |